# Valdivia
Pour les articles homonymes, voir Valdivia (homonymie).
Valdivia est une ville et une commune du Chili située au sud du pays. L'agglomération se trouve au confluent du río Calle-Calle (es) et du río Cau-Cau (es). Depuis le 2 octobre 2007, elle est la capitale de la nouvelle région des Fleuves qui regroupe la province de Ranco et la province de Valdivia dont elle est également la capitale. La ville de Valdivia connait un dynamisme démographique et économique particulièrement important depuis la fin du XXe siècle.

## Histoire
Valdivia est fondée en 1552 par Pedro de Valdivia. Charles Darwin y séjourna en février 1835 lors de son tour du monde. Il assiste à un tremblement de terre qu'il décrit dans son récit.
- Expédition néerlandaise sur Valdivia (en) (1642-1643)

### Guerre d'indépendance du Chili
En 1819, le militaire français Jorge Beauchef rejoint la nouvelle Marine chilienne sous le commandement du célèbre mercenaire britannique lord Cochrane. Après une nouvelle tentative manquée sur la baie fortifiée de Corral, notamment la ville de Callao début octobre 1819, Thomas Cochrane avec Jorge Beauchef, s'attaquent à la redoutable forteresse de Valdivia.

#### Bataille de Valdivia
Arrivé le 18 janvier, avec Jorge Beauchef, arborant un pavillon espagnol pour ne pas éveiller les soupçons, lord Cochrane fit une reconnaissance de la baie puis captura trois jours plus tard le brick amenant la solde de la garnison pour un butin de 40 000 $. Dans la nuit du 3 au 4 février 1820, Cochrane et Beauchef débarquèrent avec un commando de 250 hommes et prit d'assaut les forts de la ville, considérés comme les plus puissants du continent. Il employa une tactique similaire à celle d'Henry Morgan lorsqu'il captura Portobelo en 1668. La garnison, forte de 2 000 hommes, résista d'abord mais paniqua à l'arrivée de la O'Higgins et s'enfuit, laissant derrière elle une centaine de morts tandis que Cochrane ne perdit que sept hommes. Le raid s'empara de cent-vingt-huit canons et 10 000 boulets, cinquante tonnes de poudre et 170 000 cartouches. Le gouvernement chilien en apprenant la nouvelle de la prise de la ville considéra que Cochrane et ses hommes avaient bien mérité de la patrie. Tous reçurent une médaille,,.

##### Conséquences de la bataille et soulèvement royaliste
Jorge Beauchef reste ensuite à Valdivia pour chasser les royalistes restants alors que Cochrane navigue plus au sud vers l'île de Chiloé. Beauchef quitte alors Valdivia pour expulser les royalistes d'Osorno. Il remporte la bataille de El Toro, où il écrase des forces royalistes deux fois plus nombreuses.
Beauchef est nommé gouverneur de Valdivia, poste qu’il occupe jusqu’en 1822. Quand il quitta son poste de gouverneur, il y a un soulèvement de vieux royalistes, obéissant au roi d’Espagne. Beauchef lui-même, à la tête de 500 hommes, mène une campagne. Vainqueur, le Chili reprend la ville quelques semaines plus tard.

### Période contemporaine
En 1960, Valdivia a subi de plein fouet le séisme de plus forte magnitude jamais enregistré (9,5).
Valdivia est le siège de l'Université australe du Chili, fondée en 1954 sur l'Île Teja. Elle a aujourd'hui un second campus dans la ville: le Campus Mijaflores.

## Géographie
La commune de Valdivia est située dans la cordillère de la Côte le long de la côte de l'océan Pacifique. Le territoire de la commune est constitué de vallées et de collines dont les sommets les plus élevés culminent à 500 mètres. Valdivia se trouve à 745 kilomètres à vol d'oiseau au sud de la capitale Santiago.

### Climat
Le climat est de type océanique.
| Mois                                  | jan.      | fév.      | mars      | avril     | mai       | juin      | jui.      | août      | sep.      | oct.      | nov.      | déc.      | année     |
| ------------------------------------- | --------- | --------- | --------- | --------- | --------- | --------- | --------- | --------- | --------- | --------- | --------- | --------- | --------- |
| Température minimale moyenne (°C)     | 8,8       | 8,5       | 7,7       | 6,3       | 5,7       | 5         | 4         | 4,1       | 4,3       | 5,5       | 6,9       | 8,4       | 6,3       |
| Température moyenne (°C)              | 16,2      | 16,2      | 14,4      | 11,6      | 9,5       | 8         | 7,4       | 8,2       | 9,5       | 11,2      | 12,9      | 15        | 11,7      |
| Température maximale moyenne (°C)     | 23,5      | 23,8      | 21,1      | 16,9      | 13,3      | 11        | 10,7      | 12,4      | 14,7      | 16,8      | 19        | 21,6      | 17,1      |
| Record de froid (°C) date du record   | −0,4 2019 | −0,2 2021 | −1,9 2019 | −3,8 1984 | −6 2007   | −6,8 1979 | −7,2 1988 | −5,2 2013 | −5 1976   | −2,6 1970 | −1,4 1996 | 0 1973    | −7,2 1988 |
| Record de chaleur (°C) date du record | 35,2 2017 | 38,5 2019 | 32 2021   | 27,5 1968 | 21,2 2016 | 18,2 1968 | 19,2 2006 | 20 1990   | 25,9 2012 | 29,2 1999 | 31,2 2016 | 33,2 2007 | 38,5 2019 |
| Ensoleillement (h)                    | 284       | 256       | 208       | 135       | 70        | 49        | 64        | 103       | 148       | 202       | 226       | 259       | 2 004     |
| Précipitations (mm)                   | 49,8      | 38,6      | 69,6      | 131,8     | 256       | 336       | 261,7     | 226,5     | 130       | 109,1     | 84        | 59,8      | 1 752,9   |
| Nombre de jours avec précipitations   | 8         | 7         | 10        | 15        | 22        | 22        | 22        | 21        | 16        | 14        | 11        | 9         | 177       |
| Humidité relative (%)                 | 63        | 64        | 72        | 80        | 87        | 89        | 87        | 83        | 76        | 72        | 68        | 65        | 76        |

| Diagramme climatique                                  |             |             |              |            |        |            |              |            |              |         |             |
| J                                                     | F           | M           | A            | M          | J      | J          | A            | S          | O            | N       | D           |
| 23,58,849,8                                           | 23,88,538,6 | 21,17,769,6 | 16,96,3131,8 | 13,35,7256 | 115336 | 10,74261,7 | 12,44,1226,5 | 14,74,3130 | 16,85,5109,1 | 196,984 | 21,68,459,8 |
| Moyennes : • Temp. maxi et mini °C • Précipitation mm |             |             |              |            |        |            |              |            |              |         |             |

## Démographie
En 2012, la population de la commune s'élevait à 154 445 habitants. La superficie de la commune est de 1 016 km2 (densité de 152 hab./km2).

## Sites d'intérêt
- Le marché aux poissons, où les lions de mer se déplacent dans l'attente que les poissonniers leur donnent les restes.
- Les forts, dans la baie jouxtant Valdivia, sont les derniers vestiges espagnols. Ils faisaient partie d'un réseau de forts construits par les Espagnols pour protéger un des seuls sites sûrs pour les bateaux sur la route de Valparaíso au cap Horn.
- Brasserie Kunstmann: brasserie de bière.
- Le Gran Abuelo, arbre remarquable, dans une forêt à proximité de la ville.

## Personnalités
- Héctor Vargas (né en 1951 à Valdivia), évêque d'Arica, puis de Temuco.
- Schwenke y Nilo, groupe de musiciens chiliens.
- José Baroja, écrivain et éditeur chilien.
- Jorge Beauchef, vainqueur de da bataille de Valdivia.
- Lord Cochrane, vainqueur de da bataille de Valdivia.

## Galerie

Position de Valdivia (en rouge) au sein de la Région des Fleuves.

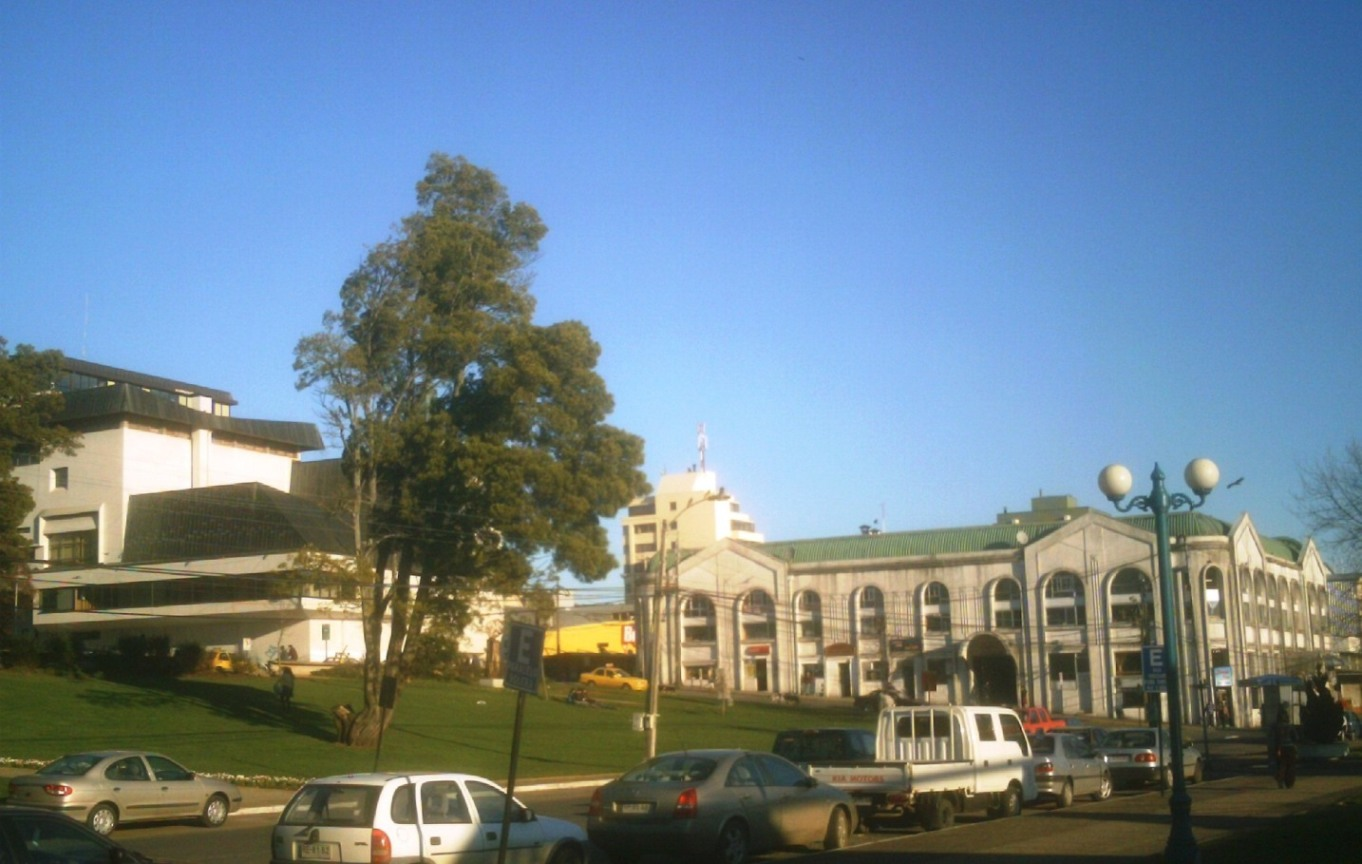
Marché de Valdivia
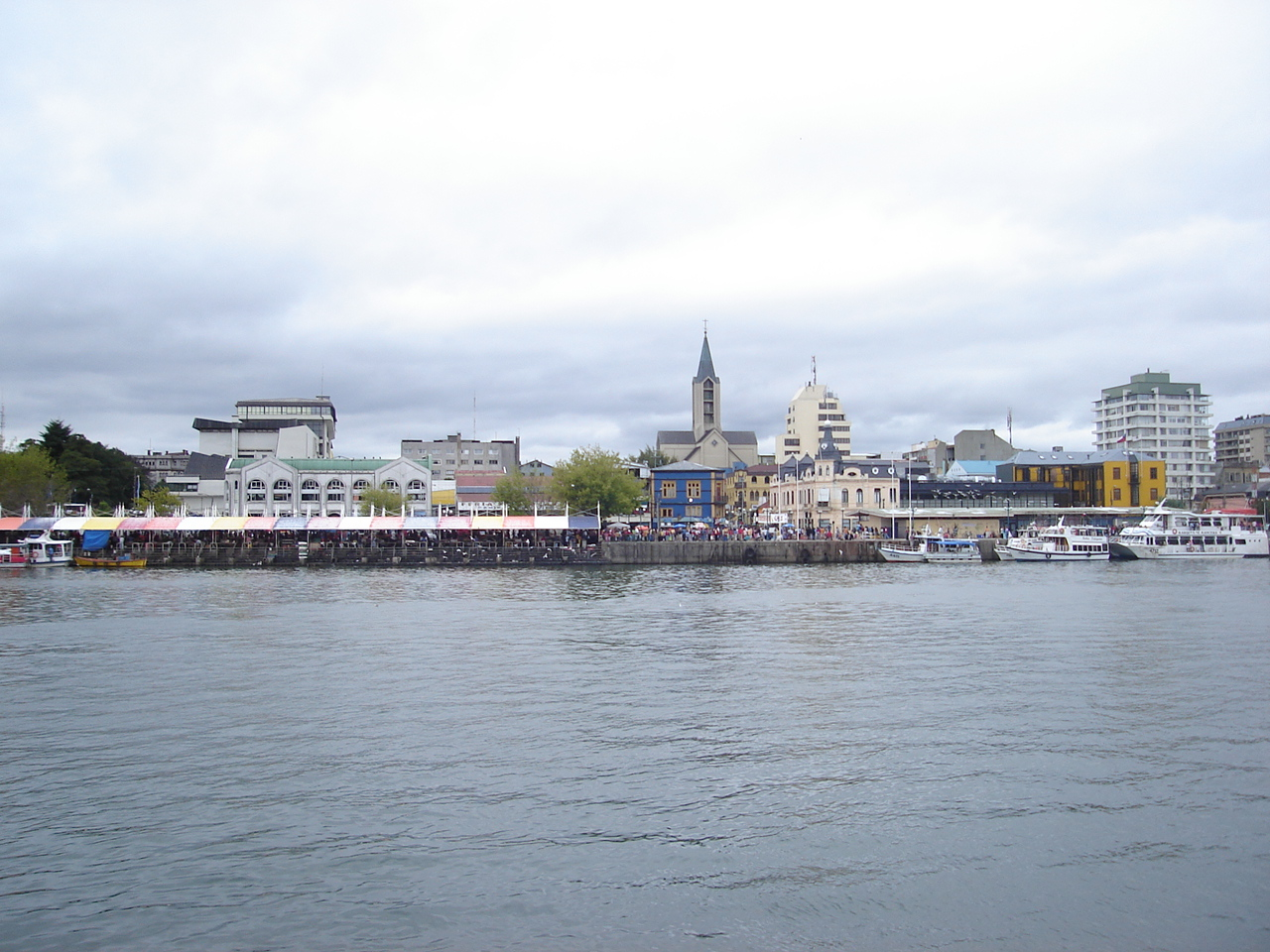
Vue de la ville depuis l'île de Teja.
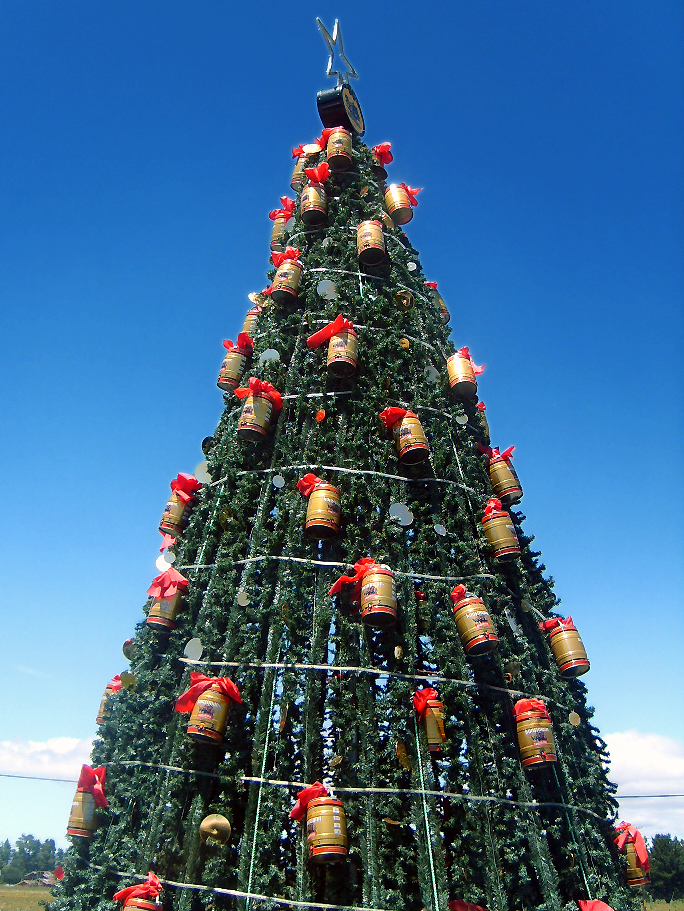
Sapin de Noël décoré avec des chopes de bière
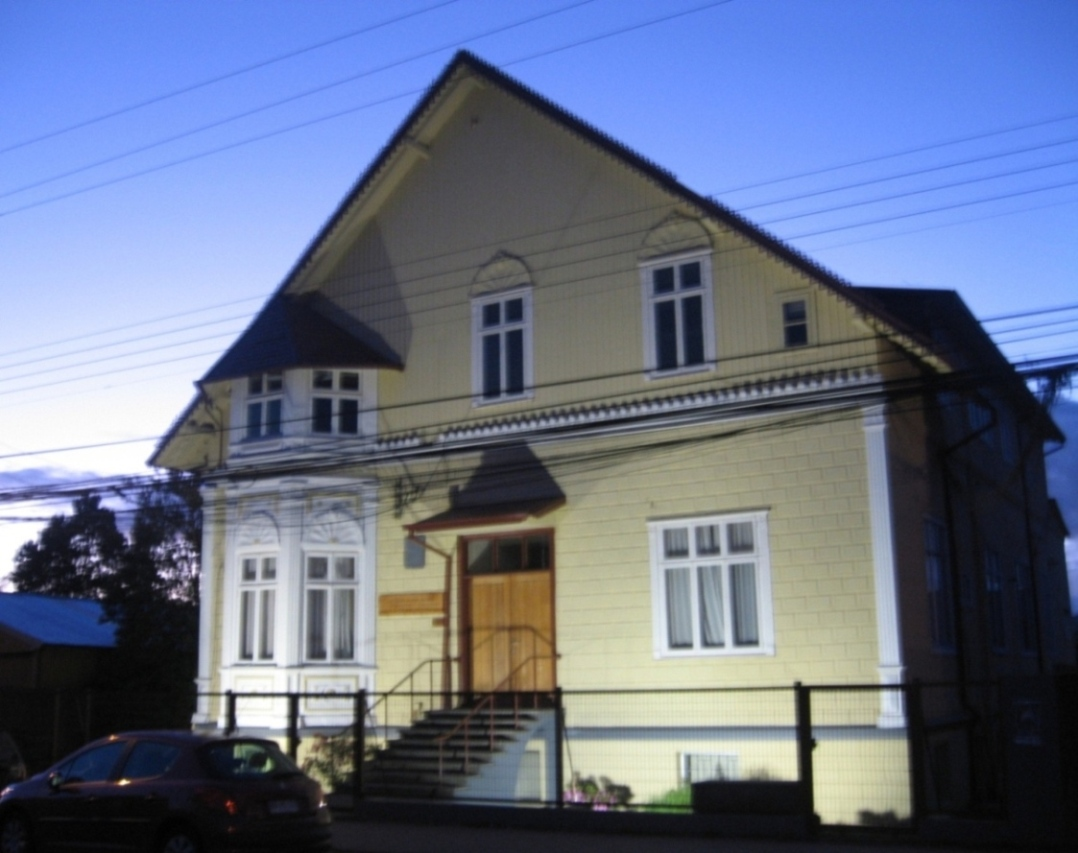
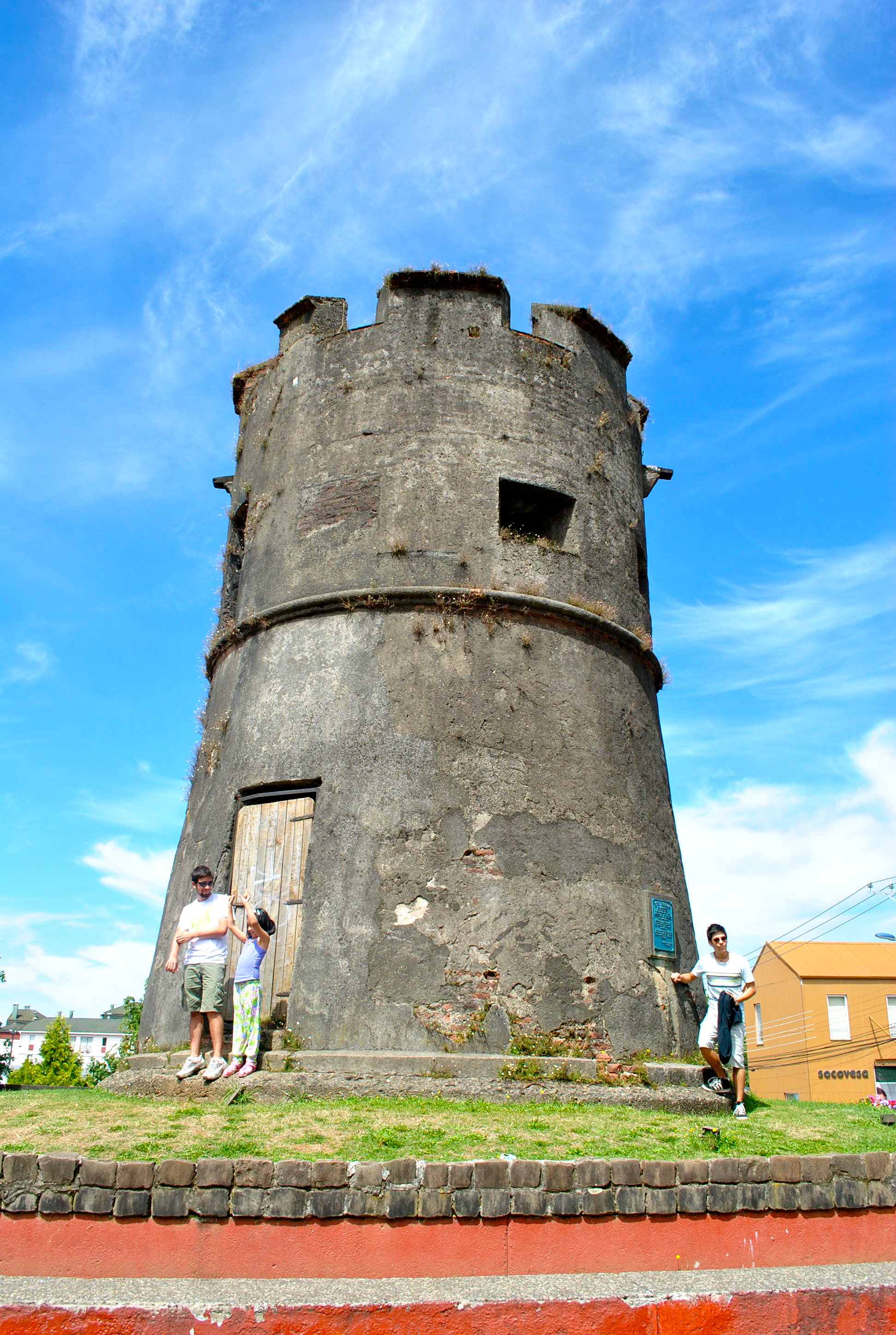
Torres El Canelo - côté ouest
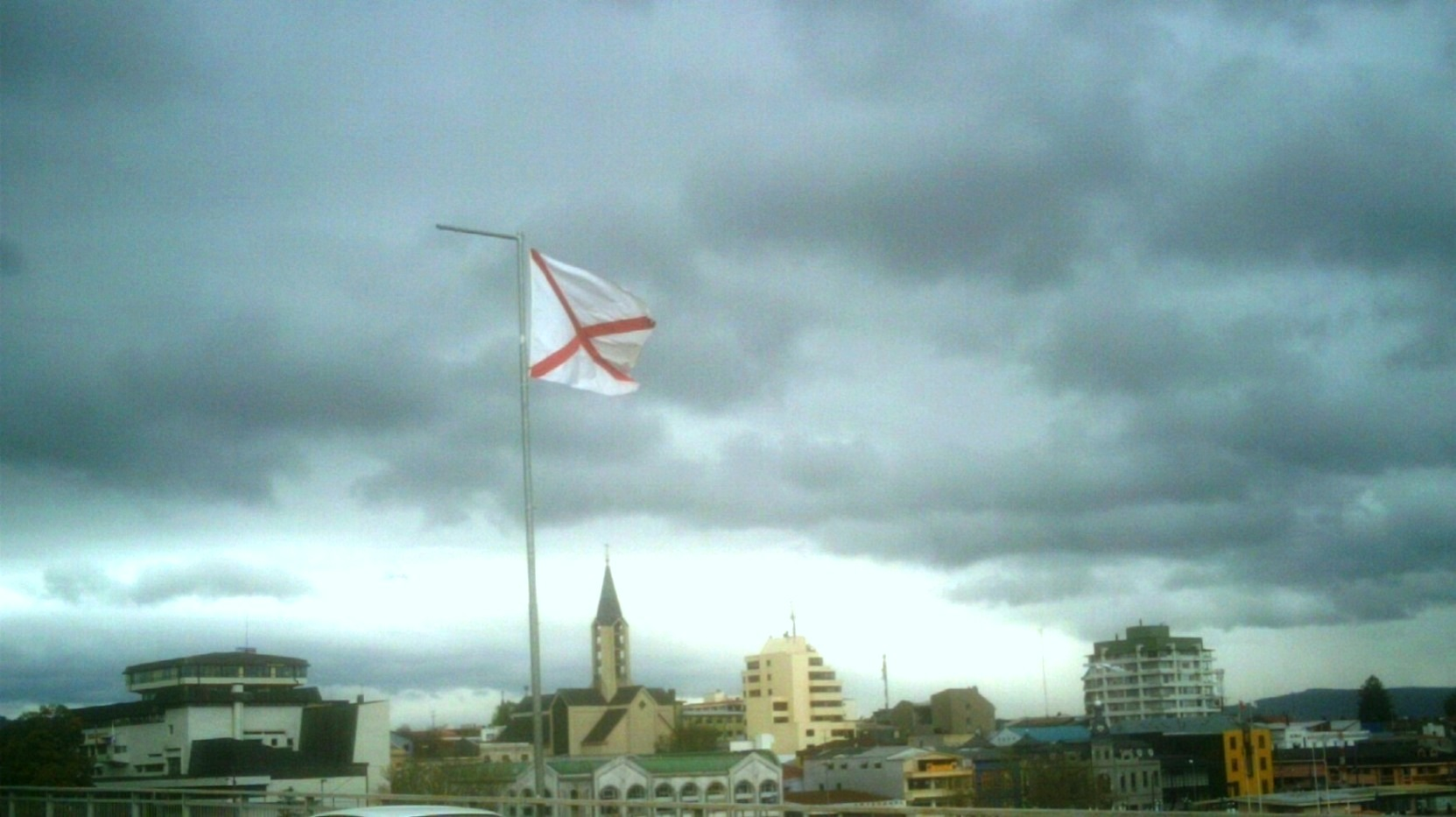
Drapeau de Valdivia
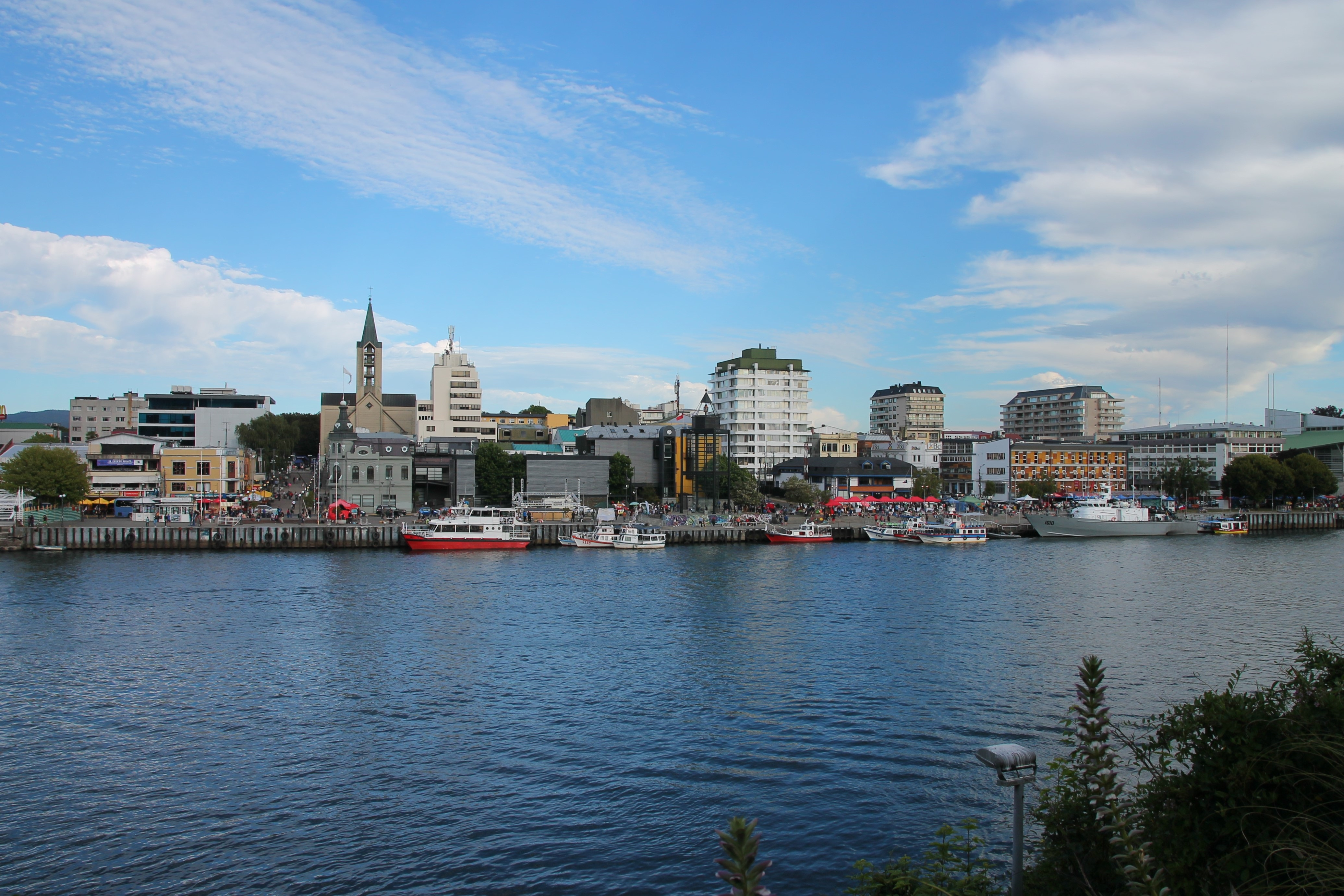
Valdivia vu d'Isla Teja